# 觀塘瑪利諾書院
観塘マリノックス書院(英語:Kwun Tong Maryknoll College; 略称観マ・KTMC)は、香港の全日制男子の資助津貼英文中学です。 
この学校は1971年にマリノック神父教会によって設立されました。マリノック神父修道会は最初学校の運営を管理していましたが、1982年に学校の運営権を天主教香港教区に移譲しました。
学校は現在天主教香港教区によって管理されており、天主教香港教区学校連合のメンバーの1つであり、香港で50年の歴史を持つ男性の英文カトリックの文法学校です。 
校舎は九龍観塘翠屏道100号に位置しています。 学校は2021年に50周年記念祝賀会を正式に迎え、創設者マリノック神父が当初の志望に基づき、全人教育に注力し、学生の正しい価値観と分別の能力を培い、誠実で社会に貢献できる人材へと成長することを目指しています。

## 歴史
觀塘瑪利諾書院は、1971年にアメリカのマリアノ神父教会によって設立されました。 
1971年、学校の校舎の建設工事が開始されましたが、1972年の翠屏道山泥傾瀉の影響で、工事は延期されました。 校舎の使用前に、学生は油塘聖安当女書院の校舎を借りて授業を受けなければなりませんでした。 
校舎は最終的に1972年9月に正式に使用開始されました。 1973年、徐誠斌主教は校舎の奠基式典を主催しました。
觀塘瑪利諾書院の発展にともない、学校の各方面の施設と運営は完全なものとなりました。 学生組織の面では、最初の学生代表会は1974年に設立され、学生会の規約が策定されました。 1975年、最初の学生会誌『学生専訊』が発行され、最初の中5卒業生も輩出され、同年に同窓会も設立されました。 1976年、最初の学生会幹事会が設立され、学生会の大選細則が修正され、全校の学生一人一票で幹事会が選出されることが決定されました。 1977年、最初の中7卒業生が輩出され、同年、観塘マリアノ夜間中学が開設されました。

## キャンパス
マリーカン教父は1950年代後半にクン・トン地域で働き始めました。 1962年、マリーカン協会は教育局に補助金付きの中英中学の建設支援を求めました。 学校の計画は1960年代後半の不安定さと深刻なインフレにより遅れましたが、これらがすべてのコスト見積もりを乱しました。 しかし、最終的に1971年の夏には土地開発が始まり、学校建物の建設が始まりました。

### 計画は遅刻
1960年代後半の動乱と激しいインフレーションがすべてのコスト見積もりを乱したため、マリーカン教父がクン・トン地域で働き始めた1950年代後半から学校の計画は遅れました。 しかし、1962年にマリーカン協会は教育局に補助金付きの中英中学の建設支援を求め、1971年の夏にようやく土地開発が始まり、学校建物の建設が始まったのです。

## 校風
学校の精神力(かがくのせいしんりき)とは、学生一人ひとりや学生コミュニティ全体がその学校に対して持つ誇りや忠誠心のことです。学生は自分の学校の歴史や伝統、同級生や教えてくれる教員、学校行事などに対して愛着を感じ、学校生活の中で培われた絆で結ばれていきます。 
この学校精神力は学生個人の成長に大きく影響を与え、人生の中で重要な位置を占めることになります。時には学生の人生で最も formative な体験が学校生活の中で得られたものとなるのです。強い学校精神力を持つ学生は、学校のためになんであれ行動する意欲と熱意を備えているため、成績も向上し、社会性も養われていきます。 
一方で学校精神力が弱いと、学生は学校生活に対して無関心か甘えになりがちで、勉強や交友関係、行事などの機会を十分に生かすことができないでしょう。学校精神力を高めていくことは、生徒個人の成長のみならず、学校全体の活性化にもつながります。 教員は学級活動や行事などを通じて、生徒一人ひとりと向き合い、学校への誇りと愛着を育んでいく必要があります。また、学生同士のつながりも大切で、互いを励まし合える関係をつくっていくことも大事なのです。
強い学校精神力は学生の人生において非常に深い影響を与えることでしょう。それは単なる勉強の場所ではなく、生きる力を養ったり人間関係能力を高めたりするより大切な第二の家となるのです。学校精神力を育むために、全ての関係者が一丸となって取り組んでいくことが大切なのです。
觀塘瑪利諾書院は、過去50年以上にわたり地域の教育機関としての使命を果たしてきたます。この間、書院は愛校心を培うために模索し続け、学生の福祉にも尽力して参りました。

## 長青基金

### 歴史
学生同窓会基金は2008年に設立された。基金を設立する前、多くの同窓生は母校に寄付をするために、学生の研究支援と様々な分野での発達支援を行っていた。 すべての同窓生の寄付を一つの口座にまとめるため、「同窓会基金」が設立された。 

### 目標
1. 全ての奨学金*を支援する。 
2. 経済的な問題で課外活動に参加する学生を補助する。 
3. 学校が地元または海外で、リーダーシップ研修や市境を跨いだ学習活動など、学生の経験を豊かにするプログラムを資金援助する。
みんなのご寄付が基金に集められたため、どれか一つの同窓生の要望だけでなく、皆の同窓生のために使われるようになったのです。学級の奨学金や課外活動、そして学生の成長を支援するためのプログラムなど、基金からさまざまな支援ができるようになったのです。
*奨学金:経済的な困難を抱える優秀な学生に対する経済的支援のための資金援助。

### 奨学金リスト
| 基数 | 奨学金名前                                     |
| 1.   | Mr. Thomas Chiu’s Award (Service Award)        |
| 2.   | Mr. John Lam’s Award (Best Perfect Award)      |
| 3.   | Rev. John E. Geitner’s Scholarship             |
| 4.   | Student of the Year                            |
| 5.   | Activity Award                                 |
| 6.   | Sports Boy of the Year                         |
| 7.   | Music Award                                    |
| 8.   | Subject Award for Mathematics (F.1 – F.6)      |
| 9.   | Subject Award for English Language (F.1 – F.6) |

## 教育内容
中国語、英語、数学、公民、體育、體育、倫理、倫理宗教教育科、倫理と宗教、情報と通信技術、および企業の導入、会計、金融は、高校の選択部門として2つまたは3つの科目を自由に選択します。 さらに、数学の能力が高い数学拡張単位（M2）学生も設定されています。
2020年から2021年、学校は高校生に日本語の授業も開講しました。 彼らは2024年に日本の試験を受験することになっています。 その高校生に対する私のサポートを示しましょう。
このような計画的な指導と継続的な実践により、 この高校生は2024年の試験に備えられると信じています。 サポートと励ましを惜しまずに、試験に向かって頑張ってもらいたいと考えています。 がんばってください。

## 特筆すべき関係者
以下は中国語です。

### 學界
- 林耀強：現職律師，曾任香港中文大學學生會外務副會長，1988年中大「四不改三」學生運動，他是發起人之一。八九民運學潮期間，林校友以香港專上學生聯會主席的身份到天安門廣場探訪靜坐示威的北京大學生。他是6月4日凌晨，在人民英雄紀念碑下，最後一批撤離天安門廣場的學生。
- 王紫芽：現職加拿大央行高級分析師，曾任香港中文大學學生會副會長，於任內處理哭中大事件風波，要求校方停止改變授課語言政策。王校友畢業於中大崇基學院經濟系。王校友成績優異，獲頒授麥克唐納爾學人獎學金，全額資助於美國聖路易華盛頓大學攻讀經濟學博士學位，主要研究領域為動態合約理論及宏觀金融。
- 胡浩堂：曾任香港中文大學學生會幹事，因反對中大校友會在中大語言政策上閉門會議，被銀行家彭玉榮及教育署前高官馬紹良恫嚇，及後彭玉榮以書面道歉。

### 學術及教育界
- 關瑞文：現任香港中文大學文化及宗教研究系副教授，崇基學院神學院行政副院長、實踐教育主任。
- 梁志遠：現職香港理工大學應用社會科學系(社工部)講師，關注社會福利、 社會政策及通識教育方向，工餘活躍於社會公民團體及社會運動。
- 趙雨龍：新加坡國立大學精神健康社會工作學教授
- 譚家雄：曾獲香港傑出青年義工獎、香港傑出專上學生服務獎等殊榮。自從研究院畢業後，譚校友曾於聯合國教科文組織泰國曼谷辦事處及現於該組織緬甸仰光辦事處統籌教育項目。

### 政界（政府、議會）
- 聶德權，GBS，JP：前公務員事務局局長
- 李嘉達：前觀塘區議會協康區議員，曾2020年香港立法會選舉民主派初選九龍東候選人。
- 洪駿軒：前觀塘區議會翠屏區議員，民主黨黨員。
- 馮家龍：前觀塘區議會寶達區議員。

### 法律界
- 郭啟安：區域法院法官
- 郭錦濤：現職訟務律師，曾任屯門裁判法院暫委裁判官
- 郭憬憲：現職訟務律師，曾任裁判官，知名於為示威者辯護多年，包括2016年旺角騷亂案中的示威者
- 鄧耀榮：現職律師，現任鄧耀榮律師行董事、基業控股有限公司獨立非執行董事，曾擔任無線電視總經理陳志雲貪污一案的代表律師。

### 醫學界
- 曾艾壯：伊利沙伯醫院臨床微生物學顧問醫生、前九龍中醫院聯網感染控制主任、前醫院管理局總感染控制主任
- 林建群：專於復蘇醫學、院前醫學和災難醫學，香港急症科醫學院院士、香港急症科醫學院科學事務委員會副主席及院前醫學小組委員會主席、醫院管理局急症協調委員會院前醫療小組委員會主席、基督教聯合醫院急症室高級醫生、醫院管理局九龍東醫院聯網急救培訓中心總監、美國心臟協會基督教聯合醫院急救培訓中心總監、香港紅十字會輔助醫療顧問委員會副主席、香港醫療輔助隊衞生防護課指揮、建設健康九龍城執行委員會副主席及青少年專業導師計劃委員會副主席以及香港聖約翰救傷隊監督，並榮獲英女皇伊莉莎白二世授予聖約翰員佐勳銜。
- 梁國齡：前仁安醫院副醫務總監

### 商界
- 楊主光：香港寬頻有限公司行政總裁兼執行董事，曾於信佳集團任職，其後出任數碼通客戶部主管。2005年加入香港寬頻有限公司擔任營運總裁，2008年獲委任為行政總裁，負責制定企業策略並監管營運。
- 劉應彬：前金管局助理總裁。畢業後任政務主任，後加入香港金融管理局，任銀行業拓展處處長，參與銀行業改革及設立存款保障計劃的工作。劉應彬(JP)太平紳士曾借調至財經事務及庫務局工作1年。曾任金管局助理總裁(兼財政委員會主席)，負責策略及風險事務，並同時負責貨幣管理及金融基建事務。

### 傳媒界
- 阮紀宏：香港資深媒體人，畢業於香港中文大學新聞與傳播學院，筆名為「戴胡子」

### 演藝及文娛界
- 馮偉棠：港台節目總監，負責每年重頭節目十大中文金曲頒獎典禮的製作。
- 陳少琪：香港著名音樂人及多方位創作人，兼任填詞人、作曲人、唱片製作人、演唱會策劃及監製，亦曾出版小說、散文和撰寫電影及舞台劇劇本。
- 唐劍康：Donald，為商業電台第二台叱吒903著名DJ以及叱咤903節目副總監。香港二人男子搞笑組合I Love You Boyz成員之一。
- 黃一山
- 郭啟華：畢業後升讀香港中文大學，為前商業電台DJ、助理節目總監；「大路傳播」創辦人；新城電台節目總監
- 蘇萬聰：現任香港無綫電視監製，曾為香港電視網絡總導演。
- 龍天生：資深粵語配音導師，曾參與多部電視劇及電影演出。後期淡出幕前，從事編導、策劃、製片、副導演等幕後工作，隨後又轉職至「藝進同學會」，擔任製作及行政經理。自1990年代起，龍校友致力於配音導演、配音演員、配音製作及統籌配音課程導師等工作，並成立有「龍天生工作室」。
- 張小方：電視編劇，參與編寫無數的電視劇集，例如刑事偵緝檔案、壹號皇庭、美味情緣、流金歲月、尋秦記、大唐雙龍傳、寵物情緣、天地豪情、O記實錄等等。
- 鐘志榮：作曲填詞人，在廿年間參與了多齣音樂劇的創作，多次獲得香港舞台劇最佳音樂創作獎，被稱為「音樂劇才子」。
- 蕭慶峰：藝名薑檸樂，業餘填詞唱作人，Youtuber。

### 旅遊界
- 張鎌安 (小斯)：旅行家、里數達人小斯、KOL、ViuTV 2017年旅遊節目「喝吧！台灣」主持人

## 学生生活・課外活動
学生の自由度がかなり大きい。学業の分野では、中3の学生は能力と興味に基づき自分が好きな選択科目を選ぶことができる。教外活動の分野では、学生は興味に基づいてさまざまな部活動、サービス・グループまたは学校チームに参加することができる。 
学校は各学生が独自の個性を持っていると信じており、さまざまな分野で機会を提供することにより、学生が得意分野で活躍できるようになり、達成感を実現できると考えている。 
スポーツの分野では、学校には水泳、クロスカントリー・ラン、陸上競技、サッカー、バスケットボール、バレエ、バドミントン、卓球、健康産業、アクロバットなど、各種の学校チームがある。そのうちのいくつかは長年にわたり各種の学校対抗競技大会に出場し、たびたび殊勲を受けている。